# خار استخوان پروانه‌ای
خار استخوان پروانه‌ای (انگلیسی: Spine of sphenoid bone) زائده‌ای از استخوان پروانه‌ای است که از سطح تحتانی بال بزرگ به سمت پایین امتداد می بابد. محل اتصال رباط اسفنومندیبورال است. سوراخ اسپنوزوم روی آن قرار دارد.